# Episodi di Happy Days (quarta stagione)
La quarta stagione della serie TV Happy Days è stata trasmessa negli Stati Uniti dal 21 settembre 1976. In Italia, la RAI trasmise solo dodici episodi per poi trasmettere 14 episodi della quinta stagione. I dodici episodi trasmessi da Rai 1 andarono in onda tra il 1980 e il 1981, senza seguire la cronologia originale.
| nº | Titolo originale                  | Titolo italiano                       | Prima TV USA      | Prima TV Italia  |
| -- | --------------------------------- | ------------------------------------- | ----------------- | ---------------- |
| 1  | Fonzie Loves Pinky (part 1 2 e 3) | Fonzie ama Pinky (1 2 e 3 parte)      | 21 settembre 1976 | 3 novembre 1981  |
| 2  | Fonzie Loves Pinky (part 1 2 e 3) | Fonzie ama Pinky (1 2 e 3 parte)      | 21 settembre 1976 | 3 novembre 1981  |
| 3  | Fonzie Loves Pinky (part 1 2 e 3) | Fonzie ama Pinky (1 2 e 3 parte)      | 28 settembre 1976 | 4 novembre 1981  |
| 4  | A Mind of His Own                 | Psicoanalisi per Fonzie               | 5 ottobre 1976    | 9 novembre 1981  |
| 5  | Fonzie the Father                 | Padrino per caso                      | 19 ottobre 1976   | 5 novembre 1981  |
| 6  | Fonzie's Hero                     | Codice d'onore                        | 26 ottobre 1976   | 18 gennaio 1980  |
| 7  | A Place of His Own                | Una situazione imbarazzante           | 9 novembre 1976   | 16 gennaio 1980  |
| 8  | They Shoot Fonzies, Don't They?   | Per un ballo in più                   | 16 novembre 1976  |                  |
| 9  | The Muckrakers                    | Cronaca di uno scandalo               | 23 novembre 1976  | 10 novembre 1981 |
| 10 | Aka the Fonz                      | Il nuovo sceriffo                     | 30 novembre 1976  | 13 novembre 1981 |
| 11 | Richie Branches Out               | Il sogno di Richie                    | 7 dicembre 1976   |                  |
| 12 | Fonzie's Old Lady                 | L'età non conta                       | 4 gennaio 1977    |                  |
| 13 | Time Capsule                      | Un attimo di debolezza                | 11 gennaio 1977   | 19 gennaio 1980  |
| 14 | The Book of Records               | Buon sangue non mente                 | 18 gennaio 1977   |                  |
| 15 | A Shot in the Dark                | Come un campione                      | 25 gennaio 1977   |                  |
| 16 | Marion Rebels                     | La rivolta di Marion                  | 1º febbraio 1977  | 17 gennaio 1980  |
| 17 | The Third Anniversary Show        | Il terzo anniversario                 | 5 febbraio 1977   |                  |
| 18 | Graduation (part 1 e 2)           | Alla festa senza Fonzie (1 e 2 parte) | 8 febbraio 1977   | 11 novembre 1981 |
| 19 | Graduation (part 1 e 2)           | Alla festa senza Fonzie (1 e 2 parte) | 15 febbraio 1977  | 12 novembre 1981 |
| 20 | The Physical                      | Visita militare                       | 22 febbraio 1977  |                  |
| 21 | Joanie's Weird Boyfriend          | L'iniziazione                         | 1º marzo 1977     |                  |
| 22 | Fonz-How, Inc.                    | Una coppia di inventori               | 8 marzo 1977      |                  |
| 23 | Spunky Come Home                  | Torna a casa, Spunky                  | 15 marzo 1977     |                  |
| 24 | The Last of the Big Time Malphs   | Una breve carriera                    | 22 marzo 1977     |                  |
| 25 | Fonzie's Baptism                  | Un granello di sale per Fonzie        | 29 marzo 1977     |                  |

## Fonzie ama Pinky
- Titolo originale: Fonzie loves Pinky
- Diretto da: Jerry Paris
- Scritto da: Arthur Silver e Joe Glauberg (3ª parte)

### Trama
A Milwaukee arriva il Demolition derby, con esso i due temibili fratelli Mallachi, non troppo ligi alle regole, e la bella Pinky Tuscadero, una vecchia conoscenza di Fonzie, con le sue due belle accompagnatrici, le "pink ladies" (Tina e Lola). Howard è stato scelto dalla "Loggia del Leopardo" per organizzare la competizione e Richie sarà il cronista per la Wzaz/tv. Ma le cose tra Fonzie e Pinky si incrinano: lui non la vuole come seconda guida, perché donna. Lei lo fa ingelosire flirtando con un Mallachi, ma quando tutto sembra andare a posto, Rocco Mallachi le distrugge l'auto.
Nella seconda parte, Fonzie ripara l'auto arrivando in tempo per la gara, che prevede una serie di coppie di concorrenti che devono scontrarsi finché non rimane uno o una coppia di essi. Durante uno scontro con Rocco Mallachi, Pinky s'infortuna e va all'ospedale.
Nella terza parte, Fonzie vince il derby da solo contro i due Mallachi e poi corre all'ospedale da Pinky. Pare che i due vogliano fare coppia insieme, sposarsi e girare il mondo con la carovana delle esibizioni motociclistiche di lei. Ma ben presto Fonzie rinuncia a tutto questo.
- Altri interpreti: Roz Kelly (Pinky Tuscadero), Michael Pataki ("conte" Mallachi), Al Molinaro (Alfred "Al" Delvecchio), Ken Lerner (Rocco Mallachi), Doris Hess (Tina), Kelly Sanders (Lola), Ceil Cabot (infermiera)
- Note: In questa puntata debutta Al Molinaro, che impersona Alfred il nuovo proprietario di Arnold.

Nella sigla iniziale, qualche immagine nuova e nella carrellata dei protagonisti appare una Erin Moran diversa, un po' più adulta e coi capelli cotonati.
Per un attimo, nella prima parte, Fonzie ha i capelli con la frangia.

## Psicoanalisi per Fonzie
- Titolo originale: A Mind of His Own
- Diretto da: Jerry Paris
- Scritto da: Jack Winter

### Trama
Durante un malinteso con Potsie, Bernardo, detto Bernie, chiama pallone gonfiato Fonzie, che non gradisce e lo porta fuori per picchiarlo. Richie gli fa capire che non può battersi per qualsiasi cosa e, con l'aiuto della famiglia, lo convince a chiedere consiglio a uno psicologo, il dottor Brendel. Ma Bernie torna con il fratello Patch e Fonzie dovrà cavarsela.
- Altri interpreti: Gary Springer (Bernie), Larry Golden (Butch), Bill Idelson (dottor Brendel), Michele Nichols (Laura)

## Padrino per caso
- Titolo originale: Fonzie the Father
- Diretto da: Jerry Paris
- Scritto da: Marty Nadler

### Trama
Luisa Corrigan è una donna incinta e cerca Fonzie. Perché suo marito è assente per due settimane e se ne deve occupare lui, ma avendo impegni la sbologna a Richie. Ma tornerà ad aiutarlo anche perché il bambino sta per nascere.
- Altri interpreti: Al Molinaro (Alfred), Udana Palmer (Louisa Corrigan), Betty Kean (infermiera Millie), Christina Hart (infermiera Kitty)

## Codice d'onore
- Titolo originale: Fonzie's Hero
- Diretto da: Jerry Paris
- Scritto da: Barry Rubinowitz (sceneggiatura) e Steven Dworman (storia)

### Trama
Potsie salva Fonzie da un incendio all'officina e come ricompensa chiede di diventare il suo migliore amico. Ma questo a Fonzie non piace, soprattutto l'attaccamento continuo di Potsie.
- Altri interpreti: Al Molinaro (Alfred), Amy Baer (Baer), Scott Marshall (Scotti), Kathleen Marshall (Kathi)

## Una situazione imbarazzante
- Titolo originale: A Place of His Own
- Diretto da: Jerry Paris
- Scritto da: Bill Idelson

### Trama
La nuova amica di Richie, Cindy Kendall, lo considera un bambino, allora Richie chiede aiuto a Fonzie che gli lascia l'appartamento, andando a dormire nel letto di Richie. Ma il padre della ragazza, un arcigno capitano dei marines, piomba in casa Cunningham creando scompiglio.
- Altri interpreti: Al Molinaro (Alfred), Jennifer Shaw (Cindy Kendall), Conrad Janis (capitano Kendall)
- Note: Conrad Janis sarà il futuro Fred McConnell, padre di Mindy, nel telefilm Mork & Mindy

## Per un ballo in più
- Titolo originale: They Shoot Fonzies, Don't They?
- Diretto da: Jerry Paris
- Scritto da: Steve Zacharias

### Trama
Joanie chiede a Fonzie di fare la maratona di ballo di quindici ore da Arnold's per battere Jill, la spocchiosa capitana delle cheerleaders, che non la vuole in squadra. Ma Fonzie è in condizioni pessime per aver spinto la moto rotta per dodici miglia. L'insistenza di Joanie e la scommessa di perdere i capelli lo faranno vincere.
- Altri interpreti: Al Molinaro (Alfred), Charlene Tilton (Jill Higgins), Gary Epp (Bubba), Marc McClure (Jimmy Bradkip), Stan Rodarte (giudice della gara di ballo)
- Note: Charlene Tilton sarà la futura Lucy Ewing, nel popolare telefilm Dallas.

## Cronaca di uno scandalo
- Titolo originale: The Muckrakers
- Diretto da: Jerry Paris
- Scritto da: Alan Mandel e Charles Shyer

### Trama
Potsie e Ralph stanno male a causa del cibo della mensa scolastica, così Richie decide di fare un pezzo per il giornale della scuola. Per avere prove, Richie si traveste da inserviente e scopre che il nuovo cuoco e il suo assistente (Louie e Curly) fanno i soldi rubando e vendendo roba buona, mettendoci la cattiva. Scoprendo che a Fonzie, che gli ha fatto le foto, non sopporta il fegato crudo, i due hanno un diverbio perché non deve essere scritto sul giornale.
- Altri interpreti: Al Molinaro (Alfred), Arthur Batanides (Louie), Robert Ball (Curly)

## Il nuovo sceriffo
- Titolo originale: Aka the Fonz
- Diretto da: Jerry Paris
- Scritto da: Brian Levant

### Trama
Kirk è il nuovo sceriffo, dopo la morte del vecchio sceriffo Flanagan. Kirk non esita a tiranneggiare a destra e a manca, soprattutto Fonzie. Tutti si mettono contro di lui stando dalla parte di Fonzie.
- Altri interpreti: Al Molinaro (Alfred), Ed Peck (sceriffo Kirk), Alan Oppenhemier (Mickey Malph), Jack Perkins (Bob)

## Il sogno di Richie
- Titolo originale: Richie Branches Out
- Diretto da: Jerry Paris
- Scritto da: James Ritz

### Trama
Richie s'innamora di una ragazza copertina della Wisconsin Cola, Angela. Con uno stratagemma, lui Potsie e Ralph si improvvisano uomini d'affari al manager di lei, Richie riesce a incontrarla da Arnold's.
- Altri interpreti: Al Molinaro (Alfred), Paulette Breen (Angela), Vern Rowen (J.B.)

## L'età non conta
- Titolo originale: Fonzie's Old Lady
- Diretto da: Jerry Paris
- Scritto da: Marty Nadler

### Trama
Richie scopre che Fonzie esce con una donna attraente, buona giocatrice di tennis, ma più anziana di lui. Quello che Fonzie non sa è che quella donna è sposata.
- Altri interpreti: Al Molinaro (Alfred), Diana Hyland (Adriana)

## Un attimo di debolezza
- Titolo originale: Time Capsule
- Diretto da: Jerry Paris
- Scritto da: Dave Ketchum e Tony Di Marco

### Trama
Richie s'incarica di mettere da parte tutto ciò che può servire per ricordare il loro periodo: gli anni '50. Tra vestiti, giochi e oggetti vari, Richie, su consiglio di mamma Marion, porta tutto dalla casa al magazzino blindato della ferramenta. Ma mentre sono li che salutano la uscente professoressa Radcliff, che sta con Fonzie, Potsie chiude la porta chiudendo tutti dentro. Un paio di ladri li libererà.
- Altri interpreti: Al Molinaro (Alfred), Lynda Goodfriend (Kim), Susan Cotton (professoressa Radcliff), KIm O'Brien (Candy), Eileen Dietz (Rebecca)

## Buon sangue non mente
- Titolo originale: The Book of Records
- Diretto da: Jerry Paris
- Scritto da: Michael Weinberger e Yvette Weinberger

### Trama
Arriva da Arnold's un giudice del libro dei record, così tutti cercano di fare qualcosa per entrare in quel libro. Ci riuscirà Angie, l'impedito e disastroso cugino di Fonzie.
- Altri interpreti: Al Molinaro (Alfred), Charles Galioto (Angie), Peter Hobbs (signor Dugan), Neil J. Schwartz (Bag), Heather Warren (Elizabeth)
- Note: Riappare anche se per poco Bag, inoltre Alfred chiede a Fonzie di fare un salto record come quello dell'anno scorso, ma con 15 bidoni.

## Come un campione
- Titolo originale: A Shot in the Dark
- Diretto da: Jerry Paris
- Scritto da: Fred Fox jr. (sceneggiatura) e Steve Zacharias (storia)

### Trama
Richie fa parte della squadra di basket della scuola, anche se come riserva. L'occasione si presenta nella semifinale di un torneo la cui vincitrice partecipa al campionato: un giocatore si fa male, così entra a dieci secondi dalla fine segnando il decisivo canestro del sorpasso, diventando il ragazzo più popolare della scuola. Ma durante la finale, quattro ragazzi dell'avversaria Fillmore, lo tengono prigioniero da Arnold's. Ci penserà Fonzie, venuto a cercare Richie, a liberarlo, che va alla partita provando a vincere.
- Altri interpreti: Al Molinaro (Alfred), David Ketchum (allenatore Pelino), Bryan Byers (Biff), Kim Lankford (Sheena), Suzanne Wishner (Colette)
- Note: Alla fine della puntata, Howard offre a Richie una caramella col buco ("che ti farà sentire meglio"): è il richiamo a uno spot americano degli anni 70, ma anche a una nota caramella italiana.

## La rivolta di Marion
- Titolo originale: Marion Rebels
- Diretto da: Jerry Paris
- Scritto da: Dixie Brown Grossman

### Trama
Marion è stufa di sentirsi inutile e così prova a trovare lavoro. Ci riuscirà da Arnold's, ma a tutti non piace perché si comporta da mamma, soprattutto a Joanie e a Richie che la licenzia per Alfred.
- Altri interpreti: Al Molinaro (Alfred), Jillian Kesner (Lorraine), Patricia Wilson (Paulette Parker)
- Note: Quando Fonzie chiama tutti nel suo "ufficio" (il bagno maschile di Arnol's) entra anche Joanie, dicendo che è più grande di quello delle donne e che, ovviamente, non è mai stata lì dentro.

## Il terzo anniversario
- Titolo originale: The Third Anniversary Show
- Diretto da: Jerry Paris
- Scritto da: Bob Brunner e Arthur Silver

### Trama
Tutti, mentre preparano una festa per il ventesimo anniversario di matrimonio tra Marion e Howard Cunningham, rivivono momenti passati.
- Altri interpreti: Al Molinaro (Alfred), Nancy Walker (Nancy Blansky, cugina di Howard)
- Note: Anche in questa stagione, come in quella precedente, questa puntata non è mai stata trasmessa da nessuna TV italiana.

## Alla festa senza Fonzie
- Titolo originale: Graduation
- Diretto da: Jerry Paris
- Scritto da: Calvin Kelly (1ª parte), William S. Bickley e Michael Warren (2ª parte)

### Trama
Fonzie al lunedì, al mercoledì e al venerdì non si vede in giro. Richie, Potsie e Ralph lo trovano alla scuola serale, su indicazione di una riluttante Marion. Fonzie non gradisce, ma perdonerà Marion che però viene additata per aver la lingua lunga, anche dal vicepreside Conners che dice ai ragazzi in festa che il giorno dopo dovranno rifare un compito sulla sicurezza, per non perdere il diploma.
Nella seconda parte, Fonzie costringe Richie, Potsie e Ralph a studiare tutta notte, alla fine passeranno l'esame. È giunta l'ora del diploma, anche per Fonzie, nonostante lo riceverà per posta essendo uno studente serale.
- Altri interpreti: Al Molinaro (Alfred), Pat Morita (Arnold), Dick Van Patten (vicepreside Conners), Cecil Cabot (insegnante serale), Lisa Pelikan (Michelle), Laurette Spang (Arlene), Lynda Goodfriend (Kim), Sally Hightower (Sylvia), Jason Wingreen (preside Haley), Danny Butch (Spadino)
- Note: Potsie canta la canzone Deeply, mentre per Danny Butch (Spadino) è l'ultima apparizione.

## Visita militare
- Titolo originale: The Physical
- Diretto da: Jerry Paris
- Scritto da: Dave Ketchum e Tony Di Marco

### Trama
Richie, Potsie e Ralph ricevano la chiamata alla visita di leva militare, dove ci sarà anche Fonzie che poi uscirà col tenente Quinlan (donna).
- Altri interpreti: Warren Berlinger (sergente Betchler), Linda Henning (tenente Quinlan)

## L'iniziazione
- Titolo originale: Joanie's Weird Boyfriend
- Diretto da: Jerry Paris
- Scritto da: Bob Brunner

### Trama
Festa di San Patrizio. Herbie "il torello" e i "diavoli rossi" piombano da Arnold's facendo la voce grossa. Joanie ne rimane colpita e si mette a uscire con loro, andando anche a fare la loro iniziazione: cioè deve pomiciare con tutti. Richie, Potsie e Ralph finiranno per fare la rissa con loro, sotto gli occhi di Fonzie e dell'amico pugile Carmine Ragusa.
- Altri interpreti: Al Molinaro (Alfred), Zooey Hall (Herbie), Eddie Mekka (Carmine Ragusa), Trish Soody (Becky), Derrel Maury (Leroy), Marc McClure (Roger)
- Note: Eddie Mekka (Carmine Ragusa) apparirà nello spin-off Laverne & Shirley.

## Una coppia di inventori
- Titolo originale: Fonz-How, Inc.
- Diretto da: Jerry Paris
- Scritto da: Joe Glauberg

### Trama
Howard riunisce famiglia e Fonzie per mostrare una sua idea: una macchina che riduce i rifiuti. Dopo vari tentativi e nonostante non sopportino l'eccessivo entusiasmo di Howard, Fonzie e Richie provano la macchina da un imprenditore, ma senza successo.
- Altri interpreti: Al Molinaro (Alfred), Ken Olfson (Simpson), Edwina Guogh (Jacqueline)

## Torna a casa, Spunky
- Titolo originale: Spunky Come Home
- Diretto da: Jerry Paris
- Scritto da: Arthur Silver e Fred Fox, Jr.

### Trama
Fonzie ha un cane di nome Spunky, ma nel costruire il suo recinto, Potsie e Ralph lasciano il cancello aperto così Spunky scappa. Credendolo rapito Fonzie si mette alla sua ricerca. Lo troverà, grazie alla polizia, tra le braccia di un ragazzino di colore, Wilbur, che glielo restituisce.
- Altri interpreti: Al Molinaro (Alfred), Erin Blunt (Wilbur), Tom Dever (vicesceriffo Porter), Hillary Horan (Peggy)

## Una breve carriera
- Titolo originale: The Last of the Big Time Malphs
- Diretto da: Jerry Paris
- Scritto da: Joe Glauberg

### Trama
Ralph mette su un giro di scommesse sullo sport, raggranellando un bel gruzzolo. La situazione peggiorerà quando una squadra, che sembrava perdere, vincerà e Ralph sarà costretto a chiedere aiuto al padre per un debito di 80 dollari con Bruiser, un ragazzo un po' tonto, ma forte.
- Altri interpreti: Al Molinaro (Alfred), Jack Dodson (dottor Mickey Malph), Paul Linke (Bruiser), Christopher Norris (Sheila)
- Note: Jack Dodson torna a interpretare il padre di Ralph, il dottor Mickey Malph.

Ralph chiama per la prima volta Howard, "Howie".

## Un granello di sale per Fonzie
- Titolo originale: Fonzie's Baptism
- Diretto da: Jerry Paris
- Scritto da: William S. Bickley e Michael Warren

### Trama
Fonzie si presenta a casa dei Cunningham con un volante rotto, dicendo che è tutto quello che rimane nell'incidente d'auto mentre stava facendo una gara. Non sapendo quando la morte arriva, vuole farsi trovare pronto quindi decide di farsi battezzare, da un prete consigliato da Alfred: è il suo fratello gemello.
- Altri interpreti: Al Molinaro (Alfred e Padre Anthony), Sally Hightower (Mary Lou)
- Note: Padre Anthony dice a Fonzie che suo fratello Alfred (interpretati entrambi da Al Molinaro) si è rifatto il naso, per lo stupore di Fonzie e della famiglia Cunningham.